# Trichonotus cyclograptus
Trichonotus cyclograptus är en fiskart som först beskrevs av Alcock, 1890.  Trichonotus cyclograptus ingår i släktet Trichonotus och familjen Trichonotidae. Inga underarter finns listade i Catalogue of Life.